# Pselaphochernes setiger
Pselaphochernes setiger är en spindeldjursart som först beskrevs av Ludwig Carl Christian Koch 1881.  Pselaphochernes setiger ingår i släktet Pselaphochernes och familjen blindklokrypare. Inga underarter finns listade i Catalogue of Life.